# ISO/IEC 17020
ISO/IEC 17020  (Conformity assessment — Requirements for the operation of various types of bodies performing inspection) es un estándar en el que se especifican los requisitos para organismos dedicados a operaciones de inspección, así como la imparcialidad  y consistencia de las mismas.

## Objetivos principales
Se quiere promover la confianza en los organismos que realizan las inspecciones, las cuales pueden ser de materiales, productos, instalaciones, plantas, procesos, trabajos, procedimientos o servicios, entre otros. Estas inspecciones podrán ser presentadas ante el cliente u organización y cuando fuera necesario, ante las autoridades pertinentes.

### Fases de la inspección
Se incluyen en esta la fase de diseño, el tipo de análisis, inspección inicial y la inspección o vigilancia en el servicio.

### Normativa de referencia
Se hace necesario el estándar ISO/IEC 17000 (Conformity assessment — Vocabulary and general principles) para acomodar este adecuadamente.

## Estructura de requisitos
1. Requisitos generales
  1. Imparcialidad e independencia
  2. Confidencialidad
2. Requisitos estructurales
  1. Administrativos
  2. Organización y gestión
3. Requisitos de recursos
  1. Personal
  2. Instalaciones y equipamiento
  3. Subcontratación
4. Requisitos de procesos
  1. Métodos de inspección y procedimientos
  2. Manipulación de elementos y muestras
  3. Registros de inspección
  4. Informes y certificados de inspección
  5. Quejas y reclamaciones
  6. Proceso de quejas y reclamaciones
5. Requisitos de gestión
  1. Opciones
    1. Opción A
    2. Opción B

  2. Gestión de la documentación (Opción A)
  3. Control de documentos (Opción A)
  4. Control de registros (Opción A)
  5. Revisiones de la gestión (Opción A)
  6. Auditorías internas (Opción A)
  7. Correcciones (Opción A)
  8. Acciones preventivas (Opción A)

## Lectura adicional
- ISO 9000:2005, Quality management systems — Fundamentals and vocabulary
- ISO 9001, Quality management systems — Requirements
- ISO/IEC 17025, General requirements for the competence of testing and calibration laboratories
- ISO 19011, Guidelines for quality and/or environmental management systems auditing

- ISO/IEC Guide 99, International vocabulary of metrology — Basic and general concepts and associated terms (VIM)